# Asunción Escalada
Asunción Escalada   (Asunción, 27 d'agost de 1850 - Buenos Aires, 11 de desembre de 1894) va ser una educadora paraguaiana.

## Biografia
Escalada va néixer a Asunción el 27 d'agost de 1850. Era filla de Juan Manuel Escalada i Casimira Benítez, i neta de l'educador argentí Juan Pedro Escalada.
Va començar a ensenyar durant la Guerra de la Triple Aliança treballant en una petita escola primària en Atyrá.
L'octubre de 1869 va escriure un article defensant l'educació de la dona en la primera edició del diari La Regeneración. El novembre del mateix any es va inaugurar, sota la seva direcció, l'Escola Central de Nenes a Asunción. Segons algunes fonts, va romandre a l'escola fins a 1875, però d'altres diuen que hi va estar durant un curt període abans d'obrir la seva pròpia escola privada, que va dirigir fins a 1875.
Es va casar amb el polític Jaime Sosa Escalada. Entre els seus fills hi ha Marcial Sosa Escalada i el guitarrista Gustavo Insulsa Escalada. També va ser mecenes de l'alumne del seu fill Gustavo Sosa, el guitarrista Agustín Barrios.
Exiliada amb el seu marit, va morir a Buenos Aires l'11 de desembre de 1894. El Liceu Nacional Asunción Escalada porta el seu nom.